# Slapton (Buckinghamshire)
Slapton – wieś w Anglii, w hrabstwie Buckinghamshire, w dystrykcie (unitary authority) Buckinghamshire. Leży 55 km na północny zachód od centrum Londynu. W 2001 miejscowość liczyła 590 mieszkańców.